# Marvin Bracy
Marvin Bracy (Orlando, 15 de diciembre de 1993) es un deportista estadounidense que compite en atletismo, especialista en las carreras de velocidad.
Ganó dos medallas de plata en el Campeonato Mundial de Atletismo de 2022 y dos medallas en el Campeonato Mundial de Atletismo en Pista Cubierta, plata en 2014 y bronce en 2022.

## Palmarés internacional
| Campeonato Mundial                   | Campeonato Mundial      | Campeonato Mundial | Campeonato Mundial |
| Año                                  | Lugar                   | Medalla            | Prueba             |
| ------------------------------------ | ----------------------- | ------------------ | ------------------ |
| 2022                                 | Eugene (Estados Unidos) | Medalla de plata   | 100 m              |
| 2022                                 | Eugene (Estados Unidos) | Medalla de plata   | 4 × 100 m          |
| Campeonato Mundial en Pista Cubierta |                         |                    |                    |
| Año                                  | Lugar                   | Medalla            | Prueba             |
| 2014                                 | Sopot (Polonia)         | Medalla de plata   | 60 m               |
| 2022                                 | Belgrado (Serbia)       | Medalla de bronce  | 60 m               |